# Ralf Reintjes
Ralf Reintjes (* 1965) ist Arzt, Epidemiologe und Buchautor.

## Leben
Nach Studium der Humanmedizin in Marburg, Essen und Zürich sowie Promotion an der Universität Marburg arbeitete Reintjes 1993 und 1994 zunächst als Arzt am Klinikum Krefeld. Danach studierte er an der London School of Hygiene and Tropical Medicine (LSHTM) (Master of Sciences in Public Health) und an der Erasmus-Universität in Rotterdam (Master of Sciences in Epidemiology).
Seit 2002 ist Reintjes Professor für Epidemiologie und Surveillance an der HAW Hamburg. Seit 2005 ist er Dozent für Infektionsepidemiologie an der Universität Tampere in Finnland, wo er auch habilitiert ist. Reintjes war als Berater für die WHO, die EU sowie weitere Organisationen in zahlreichen europäischen, afrikanischen und asiatischen Ländern tätig. Er war Fellow des „European Programme for Intervention Epidemiology Training“ (EPIET) beim Rijksinstituut voor Volksgezondheid en Milieu (RIVM) der Niederlande in Bilthoven, Leiter des Referats für Hygiene, Infektionskrankheitenepidemiologie und Impfwesem beim Landesinstitut für den Öffentlichen Gesundheitsdienst des Landes Nordrhein-Westfalen (LÖGD) in Münster und Leiter der Emerging Risks Unit bei der Europäischen Lebensmittelsicherheitsbehörde (EFSA) in Parma, Italien. Von 2023 bis 2024 war er Vizepräsident der Public Health Epidemiology Sektion (EPI) bei der European Public Health Association (EUPHA).
Ralf Reintjes ist Verfasser zahlreicher Publikationen in den Bereichen Epidemiologie, Surveillance und Policy Research. Zu seinen Arbeitsschwerpunkten zählt seit vielen Jahren die Überwachung von und Vorbereitung auf Pandemien.

## Veröffentlichungen

### Bücher
- K. Ekdahl, N. T. Begg, R. Reintjes, O. Edeghere. Communicable Disease Control and Health Protection Handbook. 5. Auflage. John Wiley & Sons, Limited, Oxford 2026, ISBN 9781394327690.
- R. Reintjes: Epidemiologie (= Studienkurs Gesundheit und Pflege). Nomos, 2023, ISBN 978-3-8487-7923-9 (224 S.).

- P. Möller, H. Drewes, M. Becker, R. Reintjes: Corona - Zahlen richtig verstehen: was lernen wir für die Zukunft? Verlag Dr. Köster, Berlin 2020, ISBN 978-3-96831-005-3.
- J. Hawker, N. T. Begg, R. Reintjes, K. Ekdahl, O. Edeghere, J. van Steenbergen: Communicable Disease Control and Health Protection Handbook. 4. Auflage. Wiley, Oxford 2019, ISBN 978-1-119-32779-0.
- J. Hawker, N. T. Begg, I. Blair, R. Reintjes, J. Weinberg, K. Ekdahl: Communicable Disease Control and Health Protection Handbook. 3. Auflage. Wiley-Blackwells, Oxford 2012.
- R. Reintjes, S. Klein (Hrsg.): Gesundheitsberichterstattung und Surveillance: Messen, Entscheiden, Handeln. Verlag Hans Huber, Bern 2007, ISBN 978-3-456-84441-1.
- J. Hawker, N. T. Begg, I. Blair, R. Reintjes, J. Weinberg: Communicable Disease Control Handbook. 2. Auflage. Blackwell Publishing, Oxford 2005, ISBN 1-4051-2424-5.
- A. Krämer, R. Reintjes (Hrsg.): Infectious Disease Epidemiology; Methods, Surveillance, Mathematical Models, Global Public Health. Springer Verlag, Heidelberg 2003, ISBN 3-540-42764-3.
- J. Hawker, N. T. Begg, I. Blair, R. Reintjes, J. Weinberg: Communicable Disease Control Handbook. 1. Auflage. Blackwell Science, Oxford 2001, ISBN 0-632-05649-5.
- R. Reintjes (Hrsg.): Epidemiologie und Surveillance von Infektionskrankheiten: Tagungsdokumentation der NRW-Infektionstage. LÖGD Bielefeld, Münster 2001, ISBN 3-88139-104-5.

Bei den British Medical Association (BMA) Book Awards 2013 wurde das Buch ‘Communicable Disease Control and Health Protection Handbook 3rd edition’ mit 'Highly Commended' ausgezeichnet.

### Ausgewählte wissenschaftliche Publikationen
- A. Kalbus, J. Boenecke, M. Holt, S. Powell, R. Reintjes: Exploring Trends and Differences in Health Behaviours of Health Sciences University Students from Germany and England: Findings from the "SuSy" Project. In: Public Health Rev. 2021 Sep 21;42:1603965. doi:10.3389/phrs.2021.1603965.
- A. Kalbus, V. de Souza Sampaio, J. Boenecke, R. Reintjes: Exploring the influence of deforestation on dengue fever incidence in the Brazilian Amazonas state. In: PLoS One. Band 16, Nr. 1, 2021, Artikel e0242685.
- R. Reintjes: Lessons in contact tracing from Germany. In: BMJ. Band 369, 2020, S. m2522. doi:10.1136/bmj.m2522.
- J. Middleton, R. Reintjes, H. Lopes: Meat plants - a new front line in the covid-19 pandemic. In: BMJ. Band 370, 2020, S. m2716. doi:10.1136/bmj.m2716
- R. Reintjes, E. Das, C. Klemm, J. H. Richardus, V. Keßler, A. Ahmad: „Pandemic Public Health Paradox“: Time Series Analysis of the 2009/10 Influenza A / H1N1 Epidemiology, Media Attention, Risk Perception and Public Reactions in 5 European Countries. In: PLoS One. Band 11, Nr. 3, 16. Mar 2016, Artikel e0151258.
- R. Reintjes: Variation matters: epidemiological surveillance in Europe. In: J Health Polit Policy Law. Band 37, Nr. 6, 2012, S. 955–965.
- D. Coulombier, C. Heppner, S. Fabiansson, A. Tarantola, A. Cochet, P. Kreidl, R. Reintjes: Melamine contamination of dairy products in China--public health impact on citizens of the European Union. In: Euro Surveill. Band 13, Nr. 40, 2. Okt 2008.
- R. Reintjes, M. Thelen, R. Reiche, A. Czohan: Benchmarking National Surveillance Systems; A new tool for the comparison of communicable disease surveillance and control in Europe. In: European Journal of Public Health. Band 17, 2007, S. 375–380.
- R. Reintjes, I. Dedushaj, A. Gjini, T. R. Jorgensen, B. Cotter, A. Lieftucht, D. Dennis, F. P. D`Ancona, R. Grunow, M. Kosoy, A. Kalaveshi, L. Gashi, I. Humolli: Tularemia outbreak investigation in Kosovo: Case control and environmental studies. In: Emerging Infectious Diseases. Band 8, Nr. 1, 2002, S. 68–73.
- R. Reintjes, A. de Boer, W. van Pelt, J. Mintjes-de Groot: Simpson's Paradox: an example from hospital epidemiology. In: Epidemiology. Band 11, 2000, S. 81–83.
- R. Reintjes, C. Hoek: Deaths associated with ivermectin for scabies. In: The Lancet. Band 350, Nr. 9072, 1997, S. 215.

### Medienpräsenz
Ralf Reintjes ist als Gesprächspartner zu epidemiologischen Themen (u. a. zu Grippe, Vogelgrippe, Covid-19, Affenpocken), zur Gesundheitsberichterstattung und internationaler Gesundheitspolitik gefragt.
Zu Beginn der Covid-19-Pandemie riet er „Wir sollten die Zeit nutzen und uns gut vorbereiten“. In der RTL-Doku „Stunde Null – Wettlauf mit dem Coronavirus“ sprach der Epidemiologe den Risikofaktor Asien in Bezug auf die generelle Entstehung von Pandemien an. Im weiteren Verlauf erläuterte er aktuelle Entwicklungen aus epidemiologischer Sicht in deutschen (u. a. ARD, ZDF, RTL, NDR, ntv, Focus) und vor allem internationalen Medien (z. B. CNN, CNBC, BBC, France24, Deutsche Welle TV u. a.). Für mehr als 200 Medienberichte wurde er bisher in der Pandemiezeit interviewt. Unter anderem beriet er im Dezember 2020 das Parlament von Nordirland zur Corona-Pandemie.